# Зімбру (футбольний клуб)
«Зімбру» (рум. FC Zimbru Chişinău) — футбольний клуб із Кишинева, столиці Молдови.
Назву клубу з румунської перекладають як «зубр». У минулому клуб мав назви: «Динамо» (1947—1949), «Буревісник» (1950—1957), «Молдова» (1958—1965, 1967—1971), «Авинтул» (1966) та «Ністру» (1972—1990). Під сучасною назвою команда виступає з 1991 року.

## Історія клубу

### Радянська доба
На початку 40-х років XX ст. в Кишиневі було створено футбольну команду «Динамо» на тлі процесу інтегрування новозахоплених територій. У травні 1947 року команда «Динамо» провела першу зустріч у рамках Української зони чемпіонату СРСР. Справа в тому, що у 1947 році «Друга група» Української зони з футболу була збільшена майже втричі за рахунок команд республіканських змагань. У попередньому сезоні Кишинів грав у першості УРСР як команда «Спартак» (Кишинів) і зі збільшенням квоти команд у наступному розіграші був уключений в Українську зону «Другої групи» вже як команда майстрів «Динамо».
У 1950 році замість «Динамо» в чемпіонаті Радянського Союзу почала виступати команда майстрів ДСТ «Буревісник», яке напередодні переїхало до Кишинева з Бендер (Тигіна). «Буревісник» домігся більших успіхів. У 1955-му «Буревісник» зайняв перше місце у своїй зоні та отримав право грати в класі «А». Дебютний сезон в еліті радянського футболу «Буревісник» проводить успішно: деякий час лідирує в турнірній таблиці, але в результаті займає 6-те місце, що загалом було непоганим досягненням. На той час у складі «Буревісника» своєю чудовою грою вирізнялися М. Мухортов, М. Потапов, Ю. Коротков.
У жовтні 1957 року президія ВЦРПС ухвалила рішення про чергову реорганізацію — перехід від галузевого до територіального принципу побудови ДСТ, тоді ж було створено ДСТ «Труд» РРФСР, що увібрало в себе кілька галузевих ДСТ. Це ж відбулося і в інших республіках.
У 1958 році на основі команди, що захищала кольори ліквідованого «Буревісника», створено команду під назвою «Молдова» та під опікунством ЦК Компартії Молдавії. Доля «Молдови» — боротьба за право залишитися в класі А. Та в 1964-му вона все ж таки покидає вищу лігу. Надалі клуб продовжує грати у першому дивізіоні, лише зрідка претендуючи на підвищення у класі. Проте в 1986 році клуб взагалі опускається у другу лігу.
Найкращим досягненням команди у Кубку був чвертьфінал 1963 року.

### Молдовська доба
«Зімбру» домінував у молдовському футболі 1990-х, при цьому 8 разів вигравши Чемпіонат Молдови з футболу у дев'яти сезонах. Починаючи з 2001-го всі чемпіонські трофеї здобував його головний конкурент, тираспольський «Шериф». Віцечемпіоном країни «Зімбру» ставав у 1997, 2001, 2003, 2006, та 2007-му, третє місце клуб посів у 2002-му та 2004 роках.
«Зімбру» 6 разів вигравав Кубок Молдови з футболу, двічі команда програвала у фіналі.
На міжнародній арені найкращим виступом у Кубку УЄФА був сезон 1995/96, коли вони досягли 1/16 фіналу. Також клуб двічі грав у третьому кваліфікаційному раунді Ліги чемпіонів сезонів 1999/2000 та 2000/2001 років.

## Титули та досягнення
- Чемпіон Молдови (8): 1992, 1993, 1994, 1995, 1996, 1998, 1999, 2000
- Кубок Молдови (6): 1997, 1998, 2003, 2004, 2007, 2014
- Суперкубок Молдови (1): 2014
- Чемпіон СРСР клас Б (1): 1955
- Віцечемпіон СРСР, перша ліга (2): 1973, 1982
- Кубок СРСР, чвертьфінал (1): 1963
- Найвище місце в елітному дивізіоні СРСР (Клас А) — 6-те місце: 1956

## Склад команди
Склад команди станом на 4 березня, 2009 року згідно з офіційним сайтом команди 
| №  | Футболіст         | Дата народження | Країна  | Позиція     |
| -- | ----------------- | --------------- | ------- | ----------- |
| 1  | Миколае Каланча   | 29 серпня 1986  | Молдова | Воротар     |
| 12 | Анатолій Кірінчук | 4 лютого 1989   | Молдова | Воротар     |
| 22 | Микола Воронюк    | 18 січня 1984   | Україна | Воротар     |
| 4  | Олександр Бєлюга  | 2 жовтня 1991   | Молдова | Захисник    |
| 6  | Ігор Андронік     | 11 березня 1988 | Молдова | Захисник    |
| 14 | Юліан Ерхан       | 1 грудня 1986   | Молдова | Зихисник    |
| 19 | Боян Сіміч        | 26 вересня 1976 | Сербія  | Захисник    |
| 23 | Йон Попушой       | 2 лютого 1990   | Молдова | Захисник    |
| 15 | Петро Хворостянов | 28 серпня 1986  | Молдова | Півзахисник |
| 18 | Олег Клонін       | 4 лютого 1988   | Молдова | Півзахисник |
| 21 | Раду Катан        | 30 травня 1989  | Молдова | Півзахисник |
| 24 | Йон Дємєржи       | 28 квітня 1989  | Молдова | Півзахисник |
| 27 | Кирило Ковальчук  | 11 червня 1986  | Україна | Півзахисник |
| 10 | Олег Андроник     | 6 лютого 1989   | Молдова | Нападник    |
| 11 | Євген Сидоренко   | 19 березня 1989 | Молдова | Нападник    |
| 16 | Олександр Антонюк | 23 травня 1989  | Молдова | Нападник    |

## Виступи в єврокубках
| Сезон     | Змагання               | Раунд                  | Суперник             | Вдома   | На виїзді | Разом       |  |
| --------- | ---------------------- | ---------------------- | -------------------- | ------- | --------- | ----------- |  |
| 1993/1994 | Ліга чемпіонів         | Попередній раунд       | Бейтар Єрусалим      | 1–1     | 0–2       | 1–3         |  |
| 1994/1995 | Кубок УЄФА             | Попередній раунд       | Будапешт Гонвед      | 0–1     | 1–4       | 1–5         |  |
| 1995/1996 | Кубок УЄФА             | Попередній раунд       | Хапоель Тель-Авів    | 2–0     | 0–0       | 2–0         |  |
| 1995/1996 | Кубок УЄФА             | Перший раунд           | РАФ Єлгава           | 1–0     | 2–1       | 3–1         |  |
| 1995/1996 | Кубок УЄФА             | Другий раунд           | Спарта Прага         | 0–2     | 3–4       | 3–6         |  |
| 1996/1997 | Кубок УЄФА             | Попередній раунд       | Хайдук Спліт         | 0–4     | 1–2       | 1–6         |  |
| 1997/1998 | Кубок володарів кубків | Кваліфікаційний раунд  | Шахтар Донецьк       | 1–1     | 0–3       | 1–4         |  |
| 1998/1999 | Ліга чемпіонів         | Перший кваліфікаційний | Уйпешт               | 1–0     | 1–3       | 2–3         |  |
| 1999/2000 | Ліга чемпіонів         | Перший кваліфікаційний | Сент-Патрікс Атлетік | 5–0     | 5–0       | 10–0        |  |
| 1999/2000 | Ліга чемпіонів         | Другий кваліфікаційний | Динамо Тбілісі       | 2–0     | 1–2       | 3–2         |  |
| 1999/2000 | Ліга чемпіонів         | Третій кваліфікаційний | ПСВ                  | 0–0     | 0–2       | 0–2         |  |
| 1999/2000 | Кубок УЄФА             | Перший раунд           | Тоттенгем            | 0–0     | 0–3       | 0–3         |  |
| 2000/2001 | Ліга чемпіонів         | Перший кваліфікаційний | Тирана               | 3–2     | 3–2       | 6–4         |  |
| 2000/2001 | Ліга чемпіонів         | Другий кваліфікаційний | Марибор              | 2–0     | 0–1       | 2–1         |  |
| 2000/2001 | Ліга чемпіонів         | Третій кваліфікаційний | Спарта Прага         | 0–1     | 0–1       | 0–2         |  |
| 2000/2001 | Кубок УЄФА             | Перший раунд           | Герта Берлін         | 1–2     | 0–2       | 1–4         |  |
| 2001/2002 | Кубок УЄФА             | Кваліфікаційний раунд  | Газіантепспор        | 0–0     | 1–4       | 1–4         |  |
| 2002/2003 | Кубок УЄФА             | Кваліфікаційний раунд  | Гетеборг             | 3–1     | 2–2       | 5–3         |  |
| 2002/2003 | Кубок УЄФА             | Перший раунд           | Реал Бетіс           | 0–2     | 1–2       | 1–4         |  |
| 2003/2004 | Кубок УЄФА             | Кваліфікаційний раунд  | Литекс               | 2–0     | 0–0       | 2–0         |  |
| 2003/2004 | Кубок УЄФА             | Перший раунд           | Аріс                 | 1–1     | 1–2       | 2–3         |  |
| 2006/2007 | Кубок УЄФА             | Перший кваліфікаційний | Карабах              | 1–1     | 2–1 (д)   | 3–2         |  |
| 2006/2007 | Кубок УЄФА             | Другий кваліфікаційний | Металург Запоріжжя   | 0–0     | 0–3       | 0–3         |  |
| 2007/2008 | Кубок УЄФА             | Перший кваліфікаційний | Петржалка            | 2–2     | 1–1       | 3–3 (г)     |  |
| 2009/2010 | Ліга Європи            | Перший кваліфікаційний | Окжетпес             | 1–2     | 2–0       | 3–2         |  |
| 2009/2010 | Ліга Європи            | Другий кваліфікаційний | Пасуш-де-Феррейра    | 0–0     | 0–1       | 0–1         |  |
| 2012/2013 | Ліга Європи            | Перший кваліфікаційний | Бангор Сіті          | 2–1     | 0–0       | 2–1         |  |
| 2012/2013 | Ліга Європи            | Другий кваліфікаційний | Янг Бойз             | 1–0 (д) | 0–1       | 1–1 (1–4 п) |  |
| 2014/2015 | Ліга Європи            | Перший кваліфікаційний | Шкендія              | 2–0     | 1–2       | 3–2         |  |
| 2014/2015 | Ліга Європи            | Другий кваліфікаційний | ЦСКА Софія           | 0–0     | 1–1       | 1–1 (г)     |  |
| 2014/2015 | Ліга Європи            | Третій кваліфікаційний | Гредіг               | 0–1     | 2–1       | 2–2 (г)     |  |
| 2014/2015 | Ліга Європи            | Раунд плей-оф          | ПАОК                 | 1–0     | 0–4       | 1–4         |  |
| 2016/2017 | Ліга Європи            | Перший кваліфікаційний | Чихура               | 0–1     | 3–2       | 3–3 (г)     |  |
| 2016/2017 | Ліга Європи            | Другий кваліфікаційний | Османлиспор          | 2–2     | 0–5       | 2–7         |  |

## Відомі гравці
- Михайло Шевчук
- Павел Чебану
- Ігор Добровольський
- Раду Ребежа
- Валерій Катинсус
- Віорел Фрунзе